# Helminthosphaeria hyphodermae
Helminthosphaeria hyphodermae är en svampart som beskrevs av Samuels, Cand. & Magni 1997. Helminthosphaeria hyphodermae ingår i släktet Helminthosphaeria och familjen Helminthosphaeriaceae.   Inga underarter finns listade i Catalogue of Life.
I den svenska databasen Dyntaxa används istället namnet Helminthosphaeria hyphodermiae för samma taxon.  Arten är reproducerande i Sverige.